# Ourton
Ourton (flämisch: Orten) ist eine französische Gemeinde mit 724 Einwohnern (Stand: 1. Januar 2022) im Département Pas-de-Calais in der Region Hauts-de-France; sie gehört zum Arrondissement Béthune und zum Kanton Auchel (bis 2015: Kanton Houdain).

## Geographie
Ourton liegt etwa 14 Kilometer südwestlich vom Stadtzentrum Béthunes am Bach Biette. Umgeben wird Ourton von den Nachbargemeinden Camblain-Châtelain im Norden und Nordwesten, Divion im Norden und Nordosten, Beugin im Osten, La Comté im Südosten sowie Diéval im Süden und Westen.
Durch die Gemeinde führt die frühere Route nationale 41 (heutige D941).

## Einwohnerentwicklung
| 1962                      | 1968 | 1975 | 1982 | 1990 | 1999 | 2006 | 2013 |
| ------------------------- | ---- | ---- | ---- | ---- | ---- | ---- | ---- |
| 726                       | 732  | 703  | 726  | 704  | 700  | 760  | 793  |
| Quelle: Cassini und INSEE |      |      |      |      |      |      |      |

## Sehenswürdigkeiten
- Kirche Saint-Vaast aus dem 19. Jahrhundert
- Herrenhaus aus dem 16. Jahrhundert

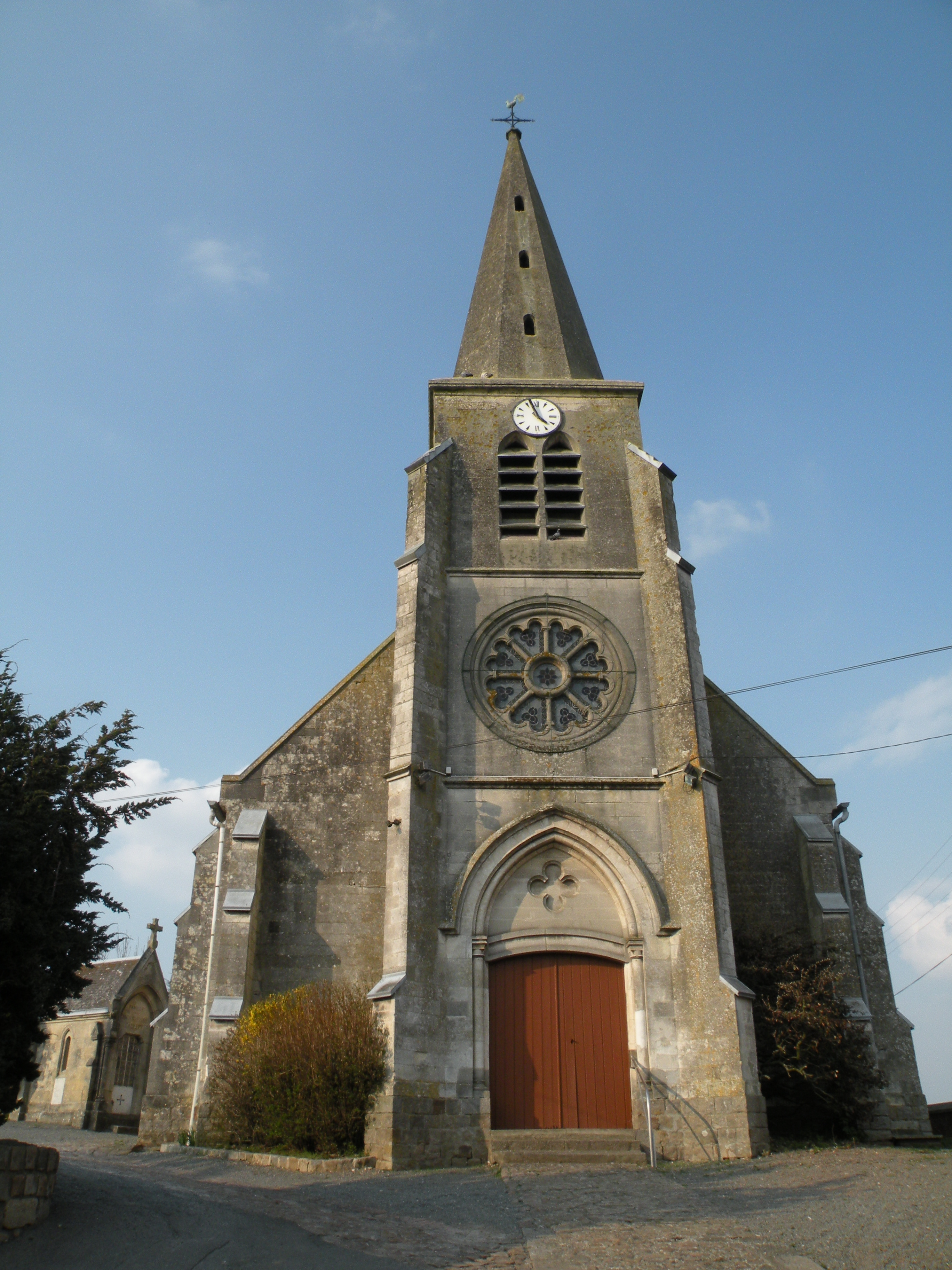
Kirche Saint-Vaast

- Reste des alten Schlosses